# آنتون کلبری
آنتون کلبری (سوئدی: Anton Källberg؛ زادهٔ ۱۷ اوت ۱۹۹۷) بازیکن تنیس روی میز اهل سوئد است.
وی در مسابقات کشوری و بین‌المللی در مجموع برندهٔ ۱ مدال طلا، ۲ مدال نقره، ۴ مدال برنز شده است.